# Club de campo
Un club de campo (country club en inglés) es un tipo de club deportivo dedicado a deportes al aire libre que requieren amplias instalaciones, como por ejemplo, el golf, el croquet, el polo o el hockey sobre césped.
Dependiendo de cada país, suele ser parte o estar incluido dentro de un complejo residencial localizado por lo general en las afueras de las ciudades, que incluye lotes construidos o por construir, independientes entre sí, con acceso a zonas comunes de ocio, como una urbanización cerrada, en la que los residentes son socios del club.

## Argentina

### Origen
El origen de los clubs de campo es británico, aunque el mayor desarrollo se dio sobre la periferia de las ciudades estadounidenses y canadienses.
En Argentina, la expresión «country club» comienza a utilizarse en las revistas de arquitectura de la década del treinta invocando a clubes suburbanos que combinaban instalaciones destinadas a la práctica deportiva con «viviendas residenciales» de uso temporario («weekend» o «fin de semana»).
En Buenos Aires los primeros «countries» exclusivos construidos de acuerdo con este nuevo modelo fueron: Los Lagartos Country Club, el Tortugas Country Club (década de 1930), el Hindú Country Club (1944), el Highland Park y el Olivos Golf Club (ambos de la década de 1950). En la mayoría de los casos, estos se constituyen sobre la base de clubes deportivos existentes cercanos a la ciudad de Buenos Aires y dedicados a la práctica del golf.
En esta primera época el club de campo combina instalaciones específicamente deportivas con dos tipos de habitaciones para «alojamiento temporario»: el «club house», o gran pabellón, con habitaciones distribuidas paralelamente y servicios generales, junto con el «barrio parque», anexo al «country club» y comunicado con él, en el que se construyen «casas individuales de fin de semana» pertenecientes a particulares.
En cuanto a las formas jurídicas de dominio, los clubs de campo oscilaban entre las siguientes posibilidades: a) propiedad del club y usufructo de los socios de las habitaciones del «club house» o de las viviendas del «barrio parque»; b) sociedad cooperativa entre los mismos socios y propiedad de los bienes inmuebles respectivos; y c) simple propiedad de cada socio sobre su casa o departamento.

### La reconversión urbana

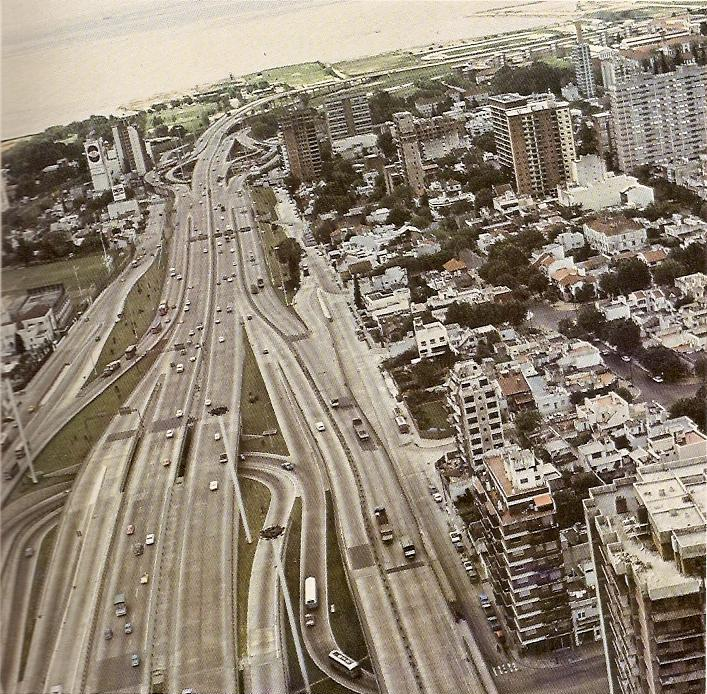
Con las autopistas urbanas la periferia quedaba a solo unos pocos minutos del centro. Sin embargo se beneficia al automóvil frente al transporte público masivo que ya se encontraba en plena decadencia. (Avenida General Paz, Saavedra, Ciudad de Buenos Aires (derecha) y Vicente López, Provincia de Buenos Aires (izquierda), Argentina.)

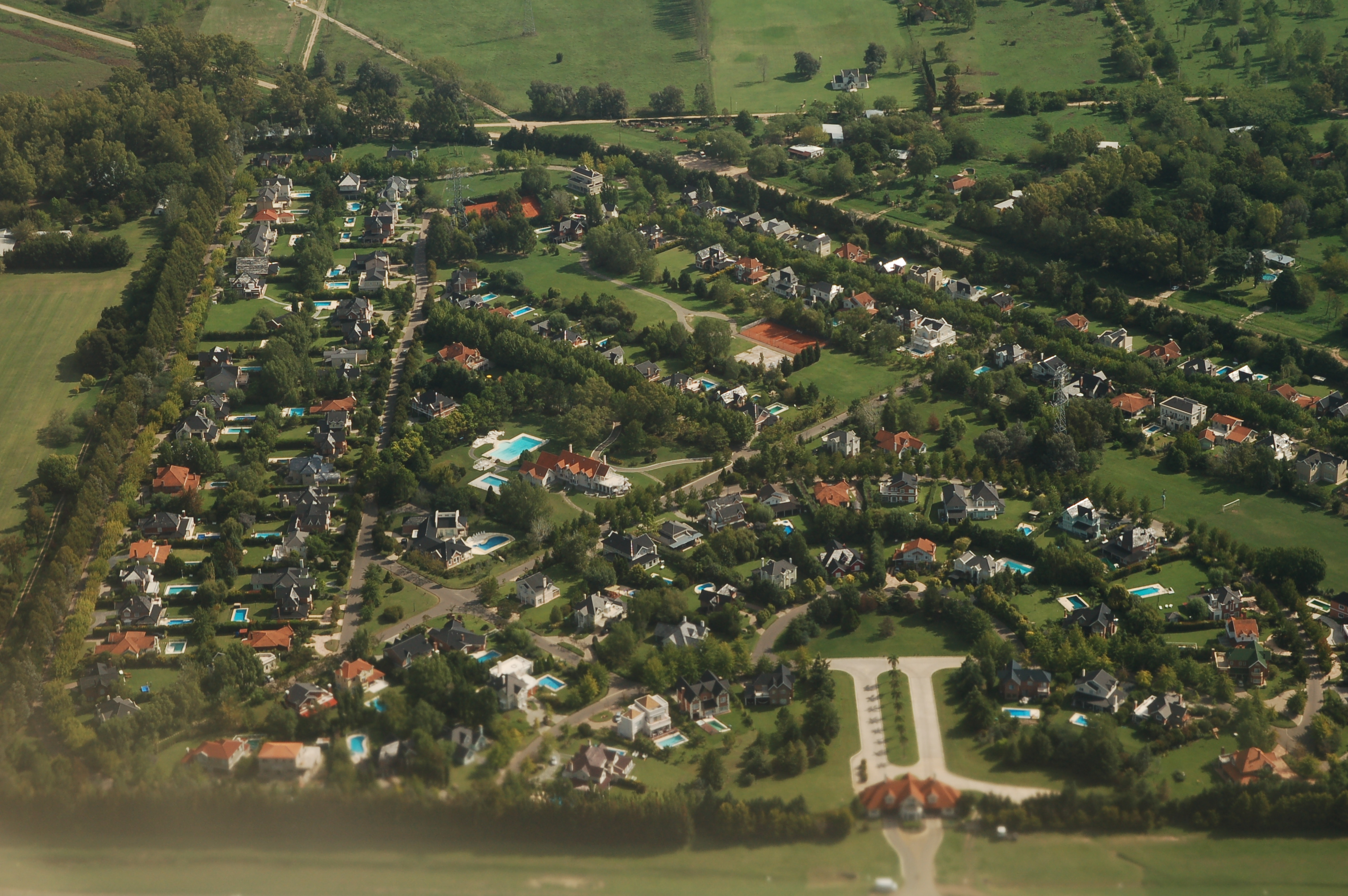
Paralelamente, estas circunstancias del contexto favorecieron a los emprendedores inmobiliarios que vieron la oportunidad de generar desarrollos para las clases medias y altas. (Ezeiza, Gran Buenos Aires, Argentina.)

Para 1970 vivían ya en el Área Metropolitana de Buenos Aires ocho millones de personas, sin embargo, a partir de aquí comenzará a detenerse el proceso de expansión urbana. La ocupación territorial ya no se producirá sobre la prolongación de los brazos existentes sino sobre la cobertura de los espacios intersticiales, diluyéndose la característica forma en estrella. Este hecho se produce con el declive del estado de bienestar, base material e ideológica de la planificación y del progresismo urbano.
Hasta aquel entonces el pensamiento se basaba en la expansión territorial, en la integración social y en la idea de un proyecto a futuro. Sin embargo, hacia finales de los años sesenta y comienzos de los setenta, ese ciclo expansivo entró en crisis en todo el mundo, como resultado de una serie de procesos. En lo que refiere a Buenos Aires los primeros síntomas también aparecen en los años setenta, uno de ellos fue el fin del aporte migratorio: hacia fines de los años ´60 el 60% de los migrantes nacionales llegaba a Buenos Aires, en los años ´70 sólo lo hacía el 30% y para los ´80 el saldo migratorio pasaría a ser negativo. Por primera vez en el siglo, Buenos Aires comenzaba a tener una tasa de crecimiento inferior a la del resto urbano nacional. A esto se sumó el proceso de reestructuración y deslocalización industrial, sobre todo en la zona sursudoeste de la ciudad y en algunas zonas del Gran Buenos Aires, lo que provocó la generación de situaciones sociales y territoriales de fragmentación y vaciamiento. 
A partir del golpe de Estado de 1976, las políticas sociales y económicas de la dictadura, se insertan claramente en un marco de pos-expansionismo: se desalienta la producción industrial a través de políticas cambiarias desfavorables y se expulsa brutalmente a la población carenciada de la ciudad para que retorne a sus provincias o países de origen. También se pone punto final a las políticas redistribucionistas. 
Los lineamientos principales de la dictadura militar en la Ciudad y en la Provincia de Buenos Aires siguieron este lineamiento aunque conjugándolo con otros elementos rescatados del ciclo modernizador-planificador que tanto había promocionado el “progresismo”. Según los nuevos planes se levantarían autopistas de acceso a la zona central de la Capital para mejorar el tránsito (Plan de Autopistas Urbanas, etc.), entre otras importantes obras públicas. 
Asimismo, en la Provincia de Buenos Aires se aplicó en 1977 el Decreto-Ley n.º 8.912 de  “Ordenamiento Territorial y Uso del Suelo”, que también proponía objetivos tradicionales de la planificación modernizadora, como prohibir la urbanización en zonas inundables o reestructurar el tejido urbano disperso. Sin embargo, la aplicación de este instrumento en un contexto socioeconómico desfavorable para los sectores populares se tradujo en el fin de los loteos económicos (clave principal del ciclo expansivo) y en la multiplicación de asentamientos ilegales en peores condiciones que las que se buscaba evitar.
Estas medidas en su conjunto producen un punto de inflexión en el proceso de formación de los “country clubs” dentro del Área Metropolitana de Buenos Aires: El desarrollo de nuevas autopistas que comunican la ciudad con los municipios periféricos y la imposibilidad de realizar loteos económicos para los sectores populares provoca que los emprendedores inmobiliarios piensen nuevas iniciativas para los grandes espacios disponibles en el conurbano bonaerense enfocados ahora hacia el mercado de la clase media alta. Paralelamente, la ley provincial n.º 8.912/77, consagra la utilización de la expresión “club de campo” como traducción castellana del “country club”. Sin embargo, en la Argentina solo se utilizará este término en el lenguaje jurídico, en los reglamentos urbanísticos o en el lenguaje institucional de comunicación vial; para los porteños seguía siendo el “country”.
Esta segunda generación de los clubs de campo, que se extiende hasta mediados de la década del ochenta, presenta nuevas características constitutivas dentro de un marco general que disminuye las exigencias sociales para el ingreso de nuevos propietarios.
Un artículo de aquellos años resulta ejemplificador para comprender cuales eran los nuevos aspectos valorados por los compradores a la hora de adquirir una propiedad de este estilo:
“(…) los promotores del San Diego Country Club elaboraron una cartilla de recomendaciones: a) contar con vías de acceso cómodo, seguro y rápido; b) tener un centro urbano en las cercanías que permita disponer de infraestructura de servicios; c) la cantidad de socios debe rondar preferentemente los mil para el mejor funcionamiento interno; d) adecuada proporción entre espacios verdes permanentes y la superficie total del club; e) infraestructura proporcional al número de socios final previsto; f) cancha de golf; g) equipo de mantenimiento; h) control y reglamentación de la construcción particular; i) adecuada vigilancia diurna y nocturna que garantice la privacidad” (Diario Ámbito Financiero, 02-04-1987). 
La “seguridad” y la “recreación” eran dos aspectos esenciales que signaban la creación de estos emprendimientos inmobiliarios de segunda generación. Para esta época, el uso tradicional de la expresión “country club” comienza a convivir con el uso simple de la voz “country”, en alusión a estas nuevas facetas de seguridad y privacidad, que comienzan a ganar terreno frente a los usos más tradicionales de tipo deportivo.

### Consolidación del fenómeno

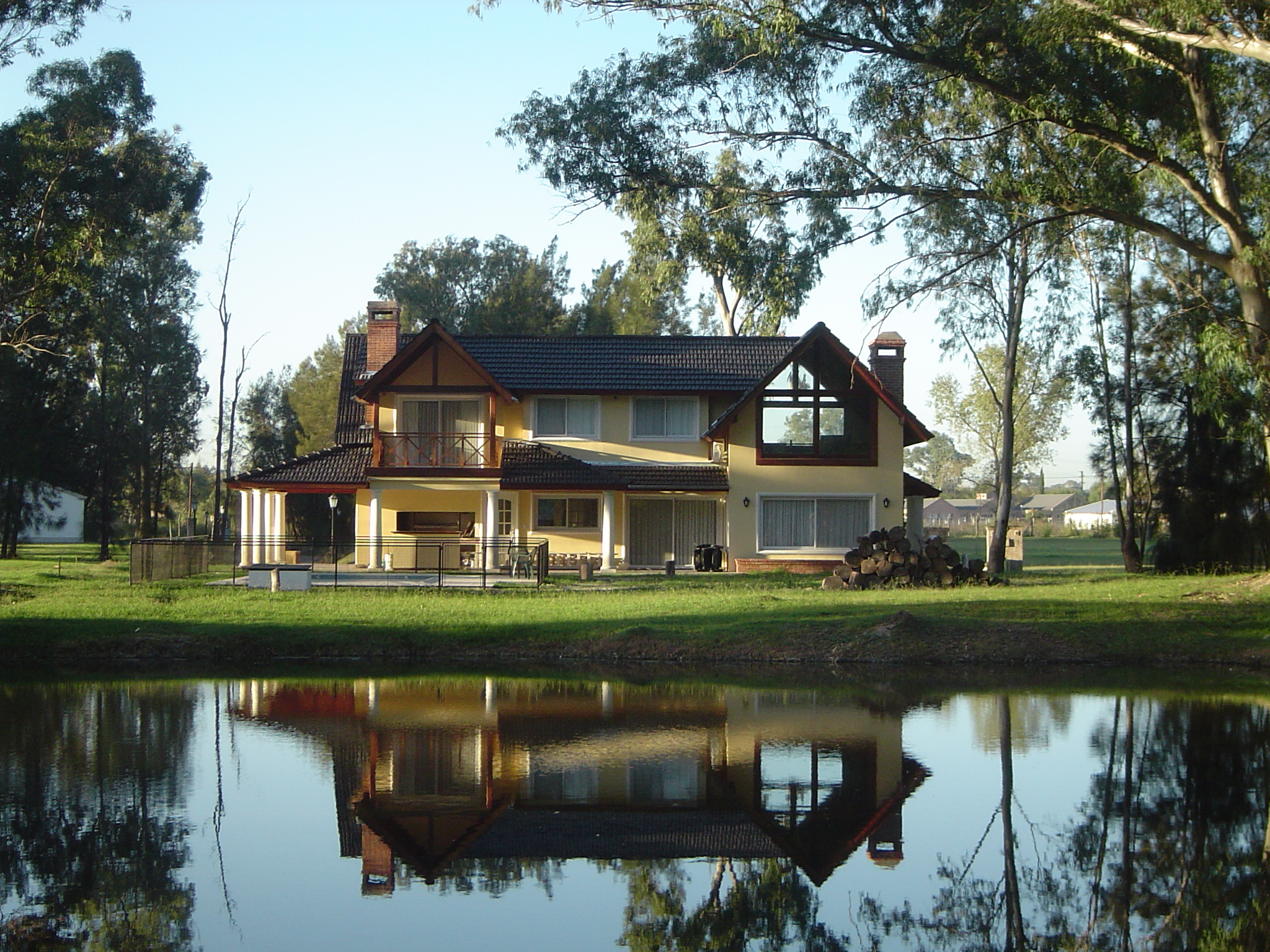
La nueva cultura "country" tuvo buena repercusión. Las familias jóvenes privilegiaban la seguridad y la vida al aire libre con la ventaja de estar a tan solo unos minutos del centro de la ciudad utilizando las autopistas. (Club de Campo Fincas del Lago, Belén de Escobar, Gran Buenos Aires, Argentina.)

A mediados de la década del ochenta, se produce un cambio trascendental en el uso del club de campo: las viviendas destinadas a fin de semana ahora se transforman en vivienda de uso permanente, con un perfil social predominante de matrimonios jóvenes con hijos pequeños. Comienza a perfilarse una nueva imagen del country: una comunidad cerrada, autocontenida en sí misma, que intenta reducir al mínimo sus lazos con el exterior.
La siguiente nota deja entrever las causas del boom de la nueva generación de clubes de campo: 
“(…) la expansión de estas nuevas formas de edificación, convivencia y organización al aire libre (…) tienen a la seguridad como motivo principal. Los clubes de campo ofrecen mayor protección ante los riesgos de los delitos contra las personas (…). En segundo lugar, permiten dotar de mejores posibilidades recreativas o deportivas (…) prorrateando los gastos entre los usuarios. Finalmente, observamos cambios en los hábitos recreativos en la población de medianos y altos ingresos: utilización máxima de los fines de semana, disminución de los tiempos de viaje y gastos, complementación de privacidad con vida social, organización del tiempo libre de los más pequeños, participación de grupos humanos de características afines (…). Todas estas posibles motivaciones inducen a una familia de la ciudad a refugiarse en este tipo de urbanizaciones” (El Cronista Comercial, marzo de 1990).
Así, el fenómeno del country club dejó de ser un complemento de la vida urbana para convertirse en una alternativa ante una ciudad en la que el aumento de la conflictividad, la violencia y la contaminación se hacían cada vez más notorias.
Varias palabras que aparecían citadas en los artículos periodísticos eran claves para entender las características de los nuevos countries: “cambios en los hábitos recreativos”, “aire libre”, “seguridad frente al delito”, “privacidad y vida social”, “grupos con características afines”, “refugio” y “familia”. Estos eran los términos que invocaba la nueva cultura country: grupos familiares de alto nivel socioeconómico, que huían de la ciudad en busca de espacios verdes y recreativos, pero con garantías de alta seguridad interna. Esta “seguridad” no solo estaba otorgada por los cercos perimetrales que rodeaban a los predios y la vigilancia continua de los mismos, sino también por la pertenencia a “grupos humanos con características similares”, que reunía a sus miembros en una “comunidad cerrada”.
Hacia los noventa estos nuevos “country club” dieron origen a dos tipologías con características particulares: los barrios cerrados y las torres countries. Los barrios cerrados se diferenciaban de los countries porque el equipamiento comunitario era reducido a los efectos de disminuir sus costos de mantenimiento. Sus propietarios privilegiaban la seguridad, la accesibilidad al centro urbano y la vida al aire libre. Por su parte, las torres countries se encontraban localizadas en grandes terrenos aún disponibles en el interior del tejido urbano (antiguas fábricas, etc.). Estos emprendimientos inmobiliarios, cuya aparición se da a mediados de los noventa, se construían alrededor de conjuntos de torres organizadas bajo el régimen de propiedad horizontal, enmarcados dentro de espacios comunes donde se privilegiaban las actividades recreativas (piletas, solárium, canchas de tenis, paddle), el espacio verde y la seguridad.

### Elboom

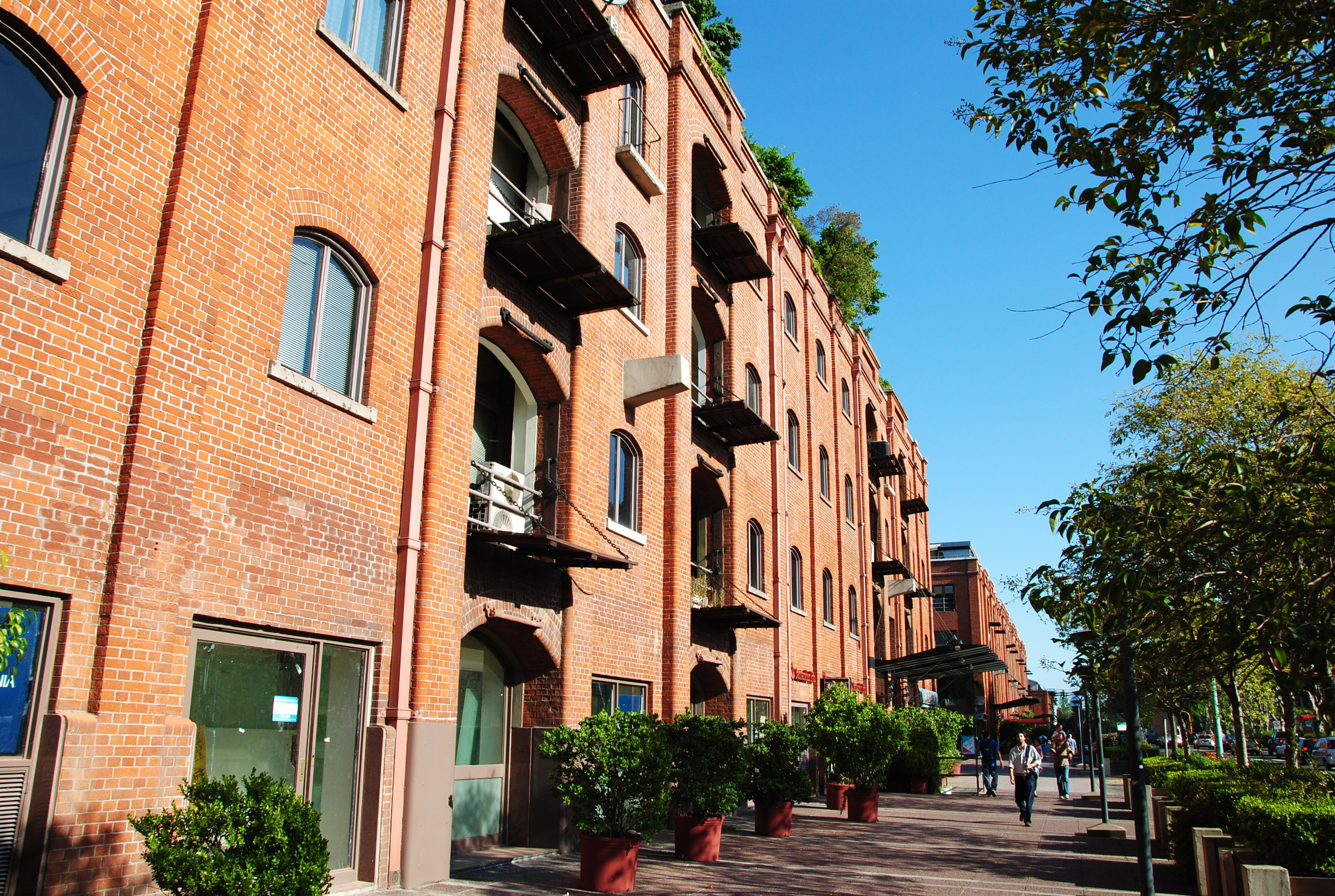
Este emprendimiento abrió una nueva etapa donde las iniciativas urbanas se realizarían gracias a la participación de importantes capitales privados. (Puerto Madero, Ciudad de Buenos Aires, Argentina.)

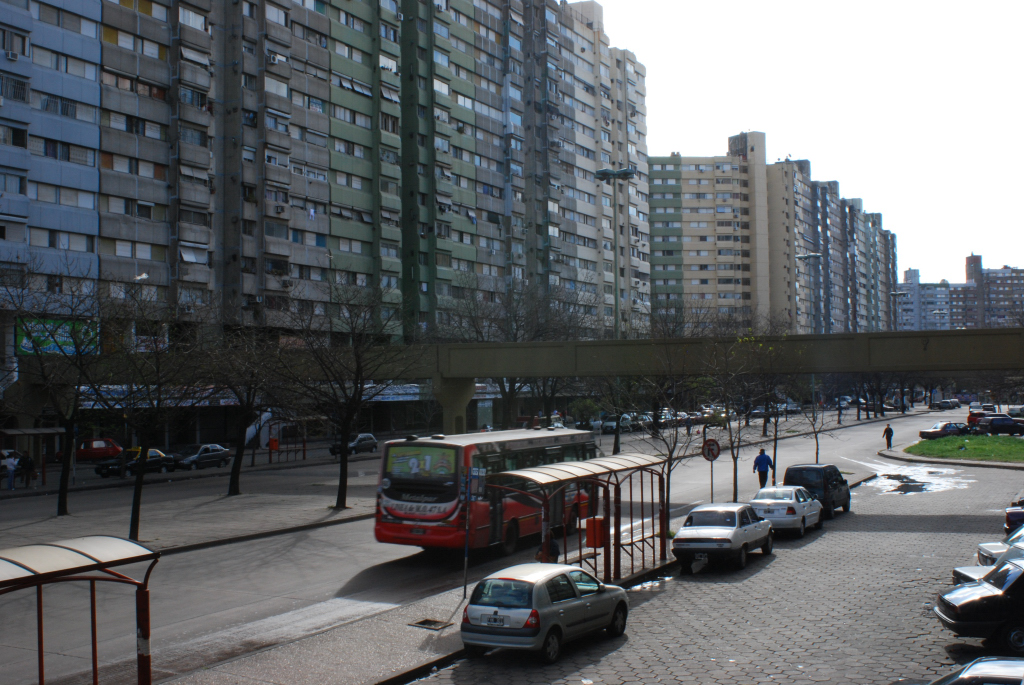
En la era pos-moderna, la ciudad "tradicional" comienza a degradarse a pasos acelerados y fenómenos como la inseguridad y la contaminación se vuelven cada vez más notorios. Gran parte de la gente intenta huir hacia un modo de vida más seguro, natural y saludable. (Barrio General Savio, Villa Lugano, Ciudad de Buenos Aires, Argentina.)

En los años noventa, las políticas socioeconómicas aplicadas desde el Gobierno logran afianzar las transformaciones que venía sufriendo la ciudad y el conurbano desde los años setenta, conformando un novedoso sistema urbano.
Las nuevas políticas se impusieron por el agudo trauma social que provocó la hiperinflación de 1989-1990 como punto terminal de una larga agonía del ciclo expansivo. Dentro de las principales medidas cabe destacar la privatización de los servicios públicos (agua, gas y energía eléctrica) y la desregulación parcial del sistema de transporte que supuso la aparición de múltiples ofertas privadas como alternativa al colapso del sistema público masivo, favoreciendo la segmentación social.
La planificación urbana de aquellos años no estuvo exenta al fenómeno: los grandes "planes directores" de las décadas pasadas ahora eran reemplazados por proyectos urbanos fragmentarios, cuyo objetivo era la puesta en mercado de aquellos sectores de la ciudad que suponían ventajas diferenciales para el desarrollo de los negocios privados. Surgía una nueva concepción urbanística consensuada entre la idea de hacer ciudad y hacer negocios. El reciclaje del antiguo Puerto Madero fue la inauguración emblemática de esta política. 
El nuevo Puerto se convirtió rápidamente en una “postal” de la modernización de Buenos Aires, con gran éxito en la opinión pública. Este hecho fue el inicio de una modalidad de intervención que suponía la participación de importantes capitales privados en iniciativas que afectaran sectores urbanos a escala territorial: el Proyecto Retiro, la creación del Shopping Abasto, el plan para trasladar el aeroparque a una “aéroisla” sobre el Río de la Plata (el espacio remanente del ex Aeroparque sería ocupado por un "country"), la demolición del ex Albergue Warnes para llevar a cabo un emprendimiento inmobiliario, etc. El Tren de la Costa también fue un caso paradigmático de esta época: se trataba de un pequeño ferrocarril de 16 kilómetros destinado al comercio y a la recreación, en un país que cerraba sus ferrocarriles productivos y sociales.
Asimismo, el conurbano bonaerense estaba sufriendo una metamorfosis vinculada con la radical transformación de los accesos a la ciudad y la red de autopistas, sumado a la proliferación de barrios y pueblos privados detrás del último cinturón metropolitano (Tigre, Berazategui, etc.). Este nuevo tipo de inversiones poseía una clara tendencia hacia la concentración lo que produjo una serie de enclaves aislados con la misma lógica del shopping, potenciando la crisis del espacio público.
El “boom” de la nueva suburbanización “privada” fue sin duda el caso más llamativo de la época: hacia el 2000 ya había 300 km² (una vez y media la superficie de la Capital) de barrios cerrados, pueblos privados, clubes de chacra para residencia permanente, “country clubs” y barrios náuticos, rodeando la última cintura metropolitana. No se trataba simplemente de un proceso de descentralización urbana, ya de por sí novedosa en Buenos Aires, sino de un cambio radical en la sensibilidad social basado en un nuevo modelo urbano para las ciudades latinoamericanas: automóvil/autopista/barrio cerrado/shopping mall. Esta modernización conjugaba una vasta serie cultural que se relacionaba con la vida al aire libre, los nuevos ambientes laborales, una plena restricción de los circuitos de sociabilidad y un consumo sofisticado de equipamiento y tecnología.
La expansión de la ciudad se había producido históricamente del centro a la periferia, mostrando a medida que se alejaba sus pústulas, sus omisiones y sus inequidades. La ciudad posexpansiva, en cambio, se propagó en sentido inverso: desde la periferia hacia el centro. En los puntos más débiles del sistema anterior (los últimos cordones metropolitanos, casi sin infraestructura) instaló sus grandes emprendimientos territoriales y los conectó mediante autopistas con los enclaves del equipamiento financiero, comercial y turístico del centro “globalizado”. Lo que en el sistema urbano anterior era una falla, aquella periferia descualificada librada a su suerte, se convirtió en el nuevo centro de atención. 
Obviamente, el nuevo sistema urbano nunca llegaría a funcionar plenamente como tal ya que coexistía en tensión y conflicto con las lógicas de la masa urbana anterior construida a lo largo del siglo XX. 
El principal exponente de esta cultura "country" fue el emprendimiento Nordelta (Partido de Tigre) iniciado en 1999. Se trata de una ciudad privada con una veintena de barrios en su interior. Dicho emprendimiento posee su propio, centro comercial y centro médico, además de servicios profesionales, colegios, estaciones de servicio, restaurantes, y otros servicios.
Estos mega-emprendimientos surgen a fines de los ´90 y se distinguen de los anteriores por sus grandes dimensiones y por ofrecer una integralidad de servicios (educativos, comerciales, médicos, deportivos, etc.) con la que se aspira a convertirlas en ciudades autosuficientes. Además poseen un plan maestro –masterplan– que regula todas las etapas de su desarrollo. Los "mega" conformaron una nueva etapa en el campo de las urbanizaciones privadas, no solo por las características antedichas, sino porque representaban el ocaso de los inversores particulares en favor de los grandes capitales financieros y de los bienes raíces de carácter internacional en el mercado residencial.

### Ciudad-Pueblo Nordelta
El origen de Nordelta se remonta a los años setenta, cuando dos empresas nacionales con experiencia en los rubros de saneamiento, infraestructura y construcción de vivienda social –DYOPSA (Dragados y Obras Portuarias Sociedad Anónima) y Supercemento SAIC – adquirieron a bajo precio 1.600 ha del partido de Tigre, un municipio situado en el eje norte del Gran Buenos Aires. Inmediatamente después de su adquisición, los flamantes propietarios de las tierras comenzaron a soñar con la constitución de un “emprendimiento urbano integral” al estilo de las master planned comunities estadounidenses y de las villes nouvelles ubicadas en las afueras de París. Con la conformación de un equipo interdisciplinario encargado de elaborar el plan director de la nueva centralidad tigrense se sentaron las bases para la reconversión de un espacio que contaba con inigualables valores estratégicos: su proximidad a la ciudad central y sus cualidades paisajísticas (con los canales de agua del Delta como elemento distintivo). Desde la perspectiva de los hacedores de Nordelta, su plan maestro sería el “antídoto” para combatir los “males” urbanos (caos, contaminación, crecimiento desordenado e inseguridad), una herramienta insustituible para crear una ciudad nueva que fuera la contracara de las patologías condensadas en la centralidad histórica de Buenos Aires.
La aprobación del plan maestro por parte del Gobierno de la Provincia de Buenos Aires llegó en 1992, pero las obras comenzaron en 1998 a partir de la incorporación del empresario Eduardo Constantini en el directorio de Nordelta S. A.; fue él quien le imprimió al proyecto su perfil definitivo. Las grandes inversiones realizadas por Consultatio S. A. (muchas de ellas provenientes de capitales suizos) favorecieron el acondicionamiento de las tierras pantanosas  de Tigre; se destinaron fundamentalmente a la excavación de enormes superficies, a su elevación mediante terraplenes y a la creación de un sistema lacustre artificial para el disfrute de los futuros residentes.
Congruencia y previsibilidad fueron dos categorías recurrentes en boca de los responsables del plan director y de los equipos de venta de la promoción, ampliamente apropiadas por quienes eligieron vivir en Nordelta. Ambas aluden a su cuidadosa planificación y a la integración de sus áreas residenciales, comerciales, educativas y deportivas, a la solidez económica de los promotores y a la seguridad jurídica que ofrece la compra de lotes con escritura inmediata.
Según sus artífices, Nordelta tendría una población estimada en 80.000 personas y su superficie estaría subdividida en 21 barrios cerrados conectados por una avenida central (Avenida de Los Lagos, de Los Fundadores o simplemente denominada “La Troncal” por los vecinos) y con un extenso camino de circunvalación; sus calles laberínticas rompían con el trazado amanzanado que había guiado por décadas la expansión del Área Metropolitana de Buenos Aires. La referencia a la naturaleza y al deporte era una constante en el nombre de sus barrios (Los Castores, La Isla, Las Caletas, Las Glorietas, La Alameda, Barrancas del Lago, Los Sauces, Portezuelo, Nordelta Golf Club), lo cual demostraba la importancia que se les concedía como elementos configuradores del interior. Cada uno de éstos se presentaba como un producto dirigido a determinado segmento del mercado: Las Glorietas y La Alameda, por ejemplo, apuntaban a familias jóvenes que accedían a su primera vivienda; Las Caletas estaba orientado a compradores con alto poder adquisitivo que practicaban actividades náuticas; Barrancas del Lago ofrecía terrenos y casas prefabricadas por la empresa estadounidense Pulte; Portezuelo se caracterizaría por sus dúplex para parejas jóvenes o de la tercera edad; etc.
La infraestructura urbana también incluía colegios privados bilingües de niveles inicial, primario y secundario (los establecimientos universitarios se esperaban para una segunda etapa), un club deportivo, un centro médico y un centro comercial que iría creciendo con el tiempo. La primera familia se instaló en 1999, y a partir de entonces la megaurbanización no paró de crecer.
El fin con el cual se crearon los countrys en esos lugares cerca de unas "villas" fue por el bajo precio, y la no competencia.